# Turner Field
Turner Field was een honkbalstadion in Atlanta, Georgia. De Atlanta Braves, uitkomend in de Major League Baseball speelden er van 1997 tot en met 2016 hun thuiswedstrijden. Het stadion werd op 10 juli 1996 geopend als Centennial Olympic Stadium en gebruikt als Olympisch stadion voor de Olympische Zomerspelen 1996. In 1997 werd het stadion gerenoveerd tot een honkbalstadion en werd de naam veranderd in Turner Field. De opening en de eerste wedstrijd van de Braves vond plaats op 29 maart 1997 tegen de New York Yankees. De laatste wedstrijd werd op 2 oktober 2016 gespeeld tegen de Detroit Tigers. In 2000 werd er de jaarlijkse Major League Baseball All-Star Game gespeeld. Turner Field werd in 2017 omgebouwd tot het Georgia State Stadium, een American football stadion waar nu College football gespeeld wordt door de Georgia State Panthers, de ploeg van Georgia State University. Vervolgens verhuisden de Braves in 2017 naar het nieuw gebouwde Truist Park.

## Feiten
- Geopend op 29 maart 1997
- Ondergrond: Paspalum (Infield: Seashore Paspalum, Outfield: Tifway 419 Bermuda Grass)
- Constructiekosten: 209 miljoen US $
- Architect: Atlanta Stadium Design Team (een samenwerkingsverband van Heery International Inc. / Rosser International Inc. / Williams-Russell & Johnson Inc. / Ellerbe Becket Inc.)
- Technieken: Thornton Tomasetti
- Capaciteit: 49.586
- Adres: Turner Field, 755 Hank Aaron Way, Atlanta, GA 30315 (U.S.A.)

## Veldafmetingen honkbal
- Left Field: 335 feet (102,1 meter)
- Left Center: 380 feet (115,8 meter)
- Center Field: 400 feet (121,9 meter)
- Right Center: 390 feet (118,9 meter)
- Right Field: 330 feet (100,6 meter)
- Backstop: 43 feet (13,1 meter)